# Волсдорф (Доња Саксонија)
Волсдорф (њем. Wolsdorf) град је у њемачкој савезној држави Доња Саксонија. Једно је од 26 општинских средишта округа Хелмштет. Према процјени из 2010. у граду је живјело 1.075 становника. Посједује регионалну шифру (AGS) 3154026.

## Географски и демографски подаци
Волсдорф се налази у савезној држави Доња Саксонија у округу Хелмштет. Град се налази на надморској висини од 133 метра. Површина општине износи 13,2 km². У самом граду је, према процјени из 2010. године, живјело 1.075 становника. Просјечна густина становништва износи 82 становника/km².